# Schweriner Sportclub 2021-2022 (pallavolo femminile)
Questa voce raccoglie le informazioni riguardanti lo Schweriner Sportclub nelle competizioni ufficiali della stagione 2021-2022.

## Stagione
Lo Schweriner Sportclub partecipa alla stagione 2021-22 con la denominazione sponsorizzata SSC Palmberg Schwerin.
Dopo il quarto posto nella regular season di 1. Bundesliga, viene estromesso dalla corsa allo scudetto in semifinale, sconfitto dal MTV Stoccarda. Dopo aver perso la finale di Supercoppa tedesca contro il Dresdner, in Coppa di Germania viene eliminato già agli ottavi di finale, sconfitto dal Wiesbaden. 
In ambito europeo è di scena in Coppa CEV, spingendosi fino ai quarti di finale: dopo aver perso la gara di andata contro le connazionali del MTV Stoccarda, a causa di un focolaio di COVID-19 all'interno del gruppo squadra, perde per forfait anche la gara di ritorno.

## Organigramma societario
Area direttiva
- Presidente: Johannes Wienecke

Area tecnica
- Allenatore: Felix Koslowski
- Allenatore in seconda: Martin Frydnes
- Assistente allenatore: Arne Kramer, Paul Sens
- Scoutman: Olaf Garbe

Area sanitaria
- Fisioterapista: Marcel Möller, Matthias Pefestorff

## Rosa
| N° | Nome              | Ruolo | Data di nascita   | Nazionalità sportiva |
| -- | ----------------- | ----- | ----------------- | -------------------- |
| 1  | Kertu Laak        | O     | 21 febbraio 1998  | Estonia              |
| 2  | Femke Stoltenborg | P     | 30 luglio 1991    | Paesi Bassi          |
| 3  | Lindsey Ruddins   | S     | 5 novembre 1997   | Stati Uniti          |
| 4  | Anna Pogany       | L     | 21 luglio 1994    | Germania             |
| 5  | Leandra Negri     | C     | 1º settembre 2004 | Germania             |
| 6  | Patricia Nestler  | L     | 17 maggio 2001    | Germania             |
| 7  | Symone Speech     | C     | 29 maggio 1997    | Stati Uniti          |
| 8  | Lina Alsmeier     | S     | 29 giugno 2000    | Germania             |
| 11 | Annegret Hölzig   | S     | 29 maggio 1997    | Germania             |
| 12 | Frauke Neuhaus    | O     | 20 aprile 1993    | Germania             |
| 13 | Stephanie Samedy  | O     | 27 settembre 1998 | Stati Uniti          |
| 14 | Denise Imoudu     | P     | 14 dicembre 1995  | Germania             |
| 16 | Indy Baijens      | C     | 4 febbraio 2001   | Paesi Bassi          |
| 17 | Hannah Buss       | S     | 24 maggio 2002    | Germania             |
| 18 | Lea Ambrosius     | C     | 22 maggio 2000    | Germania             |

## Statistiche

### Statistiche di squadra
| Competizione       | Punti | In casa | In casa | In casa | In trasferta | In trasferta | In trasferta | Totale | Totale | Totale |
| Competizione       | Punti | G       | V       | P       | G            | V            | P            | G      | V      | P      |
| ------------------ | ----- | ------- | ------- | ------- | ------------ | ------------ | ------------ | ------ | ------ | ------ |
| 1. Bundesliga      | 45    | 13      | 9       | 4       | 13           | 9            | 4            | 26     | 18     | 8      |
| Coppa di Germania  | -     | 0       | 0       | 0       | 1            | 0            | 1            | 1      | 0      | 1      |
| Supercoppa tedesca | -     | -       | -       | -       | -            | -            | -            | 1      | 0      | 1      |
| Coppa CEV          | -     | 3       | 2       | 1       | 3            | 2            | 1            | 6      | 4      | 2      |
| Totale             | -     | 16      | 11      | 5       | 17           | 11           | 6            | 34     | 22     | 12     |

G = partite giocate; V = partite vinte; P = partite perse

### Statistiche dei giocatori
| Giocatrice     | 1. Bundesliga | 1. Bundesliga | 1. Bundesliga | 1. Bundesliga | 1. Bundesliga | Coppa di Germania | Coppa di Germania | Coppa di Germania | Coppa di Germania | Coppa di Germania | Supercoppa tedesca | Supercoppa tedesca | Supercoppa tedesca | Supercoppa tedesca | Supercoppa tedesca | Coppa CEV | Coppa CEV | Coppa CEV | Coppa CEV | Coppa CEV | Totale | Totale | Totale | Totale | Totale |
| Giocatrice     | P             | PT            | AV            | MV            | BV            | P                 | PT                | AV                | MV                | BV                | P                  | PT                 | AV                 | MV                 | BV                 | P         | PT        | AV        | MV        | BV        | P      | PT     | AV     | MV     | BV     |
| -------------- | ------------- | ------------- | ------------- | ------------- | ------------- | ----------------- | ----------------- | ----------------- | ----------------- | ----------------- | ------------------ | ------------------ | ------------------ | ------------------ | ------------------ | --------- | --------- | --------- | --------- | --------- | ------ | ------ | ------ | ------ | ------ |
| L. Alsmeier    | 21            | 297           | 242           | 22            | 33            | 1                 | 19                | 15                | 2                 | 2                 | 1                  | 12                 | 8                  | 2                  | 2                  | 5         | 64        | 55        | 6         | 3         | 28     | 392    | 320    | 32     | 40     |
| L. Ambrosius   | 15            | 63            | 31            | 21            | 11            | 1                 | 1                 | 0                 | 0                 | 1                 | 1                  | 2                  | 1                  | 1                  | 0                  | 5         | 34        | 21        | 11        | 2         | 22     | 100    | 53     | 33     | 14     |
| I. Baijens     | 25            | 243           | 155           | 71            | 17            | 1                 | 7                 | 5                 | 1                 | 1                 | 1                  | 6                  | 5                  | 1                  | 0                  | 5         | 46        | 36        | 9         | 1         | 32     | 302    | 201    | 82     | 19     |
| H. Buss        | 0             | 0             | 0             | 0             | 0             | -                 | -                 | -                 | -                 | -                 | -                  | -                  | -                  | -                  | -                  | 1         | 1         | 1         | 0         | 0         | 1      | 1      | 1      | 0      | 0      |
| A. Hölzig      | 23            | 135           | 108           | 12            | 15            | 1                 | 10                | 10                | 0                 | 0                 | 1                  | 10                 | 9                  | 0                  | 1                  | 4         | 29        | 25        | 1         | 3         | 29     | 184    | 152    | 13     | 19     |
| D. Imoudu      | 25            | 89            | 47            | 24            | 18            | 1                 | 1                 | 0                 | 0                 | 1                 | 1                  | 5                  | 3                  | 1                  | 1                  | 5         | 12        | 4         | 3         | 5         | 32     | 107    | 54     | 28     | 25     |
| K. Laak        | 5             | 32            | 28            | 3             | 1             | 1                 | 5                 | 5                 | 0                 | 0                 | 1                  | 13                 | 10                 | 1                  | 2                  | 2         | 15        | 10        | 3         | 2         | 9      | 65     | 53     | 7      | 5      |
| L. Negri       | 3             | 1             | 0             | 1             | 0             | -                 | -                 | -                 | -                 | -                 | -                  | -                  | -                  | -                  | -                  | 1         | 0         | 0         | 0         | 0         | 4      | 1      | 0      | 1      | 0      |
| P. Nestler     | 20            | 0             | 0             | 0             | 0             | 0                 | 0                 | 0                 | 0                 | 0                 | 1                  | 0                  | 0                  | 0                  | 0                  | 4         | 0         | 0         | 0         | 0         | 25     | 0      | 0      | 0      | 0      |
| F. Neuhaus     | 22            | 164           | 125           | 18            | 21            | 1                 | 6                 | 5                 | 1                 | 0                 | 1                  | 3                  | 2                  | 0                  | 1                  | 5         | 40        | 33        | 3         | 4         | 29     | 213    | 165    | 22     | 26     |
| A. Pogany      | 24            | 0             | 0             | 0             | 0             | 1                 | 0                 | 0                 | 0                 | 0                 | 1                  | 0                  | 0                  | 0                  | 0                  | 5         | 0         | 0         | 0         | 0         | 31     | 0      | 0      | 0      | 0      |
| L. Ruddins     | 25            | 386           | 336           | 33            | 17            | 1                 | 11                | 7                 | 4                 | 0                 | 1                  | 15                 | 11                 | 4                  | 0                  | 5         | 74        | 66        | 6         | 2         | 32     | 486    | 420    | 47     | 19     |
| S. Samedy      | 16            | 134           | 127           | 6             | 1             | -                 | -                 | -                 | -                 | -                 | -                  | -                  | -                  | -                  | -                  | 1         | 13        | 13        | 0         | 0         | 17     | 147    | 140    | 6      | 1      |
| S. Speech      | 23            | 130           | 102           | 14            | 14            | 1                 | 6                 | 5                 | 1                 | 0                 | 1                  | 2                  | 2                  | 0                  | 0                  | 3         | 11        | 7         | 3         | 1         | 28     | 149    | 116    | 18     | 15     |
| F. Stoltenborg | 26            | 17            | 9             | 5             | 3             | 1                 | 3                 | 2                 | 1                 | 0                 | 1                  | 0                  | 0                  | 0                  | 0                  | 5         | 9         | 3         | 3         | 3         | 33     | 29     | 14     | 9      | 6      |

P = presenze; PT = punti totali; AV = attacchi vincenti; MV = muri vincenti; BV = battute vincenti